# Orient
Der Orient (mhd. orient, orjent; von lateinisch sol oriens, „aufgehende Sonne“), von Luther Morgenland genannt, ist ursprünglich eine der vier römischen Weltgegenden. Zwischen Norden (Mitternacht) und Süden (Mittag) liegt der Orient, ihm gegenüber der Okzident (Abendland). Vgl. Levante.

## Bedeutungswandel
Der Begriff Orient unterliegt historischen Veränderungen und wurde (und wird noch heute) durch unterschiedliche Diskurse geprägt. So spielen geographische, politische, sprachwissenschaftliche und kulturelle Überlegungen eine Rolle bei dem Versuch, genauere Aussagen zu dem Begriff Orient zu treffen.
Ursprünglich fungierte der Begriff „Orient“ bzw. „Morgenland“ als Richtungsangabe (vgl. Sonnenaufgang), wobei der Bezugsort je nach Standort des Sprechers variieren konnte. So stand das Wort „Morgenland“ im Alten Testament für die Gebiete östlich von Israel bzw. Juda. Mit der Verschiebung der kulturellen Zentren im Bewusstsein des abendländischen Christentums nach Mittel- bzw. Westeuropa verschob sich auch der „Orient“ westwärts. Dadurch lagen dann im europäischen Hochmittelalter auch die Gebiete der Ostkirchen (Teile Osteuropas, Südosteuropa, Balkan) „im Orient“.
Aufgegriffen wurde der Begriff wiederum im Kontext der von den Römern definierten Weltgegenden (lat. plagae mundi). Unter der Bezeichnung plaga orientalis verstand man eine von vier Weltgegenden. Im Griechischen nennt man den Orient heute anatoli (ανατολή, siehe Anatolien) und im Italienischen und Spanischen levante (Partizip Präsens zu levare „aufgehen“). Mit dem geografischen Begriff Levante sind die an das östliche Mittelmeer angrenzenden Länder gemeint.
Im Lauf der Geschichte wandelte sich die Bedeutung des Begriffs weiter. Den Orient gab es als zusammenhängendes Reich oder als Staat nie. Während der Neuzeit wurde er im deutschen Sprachraum zur Bezeichnung für einen feststehenden geographischen und kulturellen Raum. Im 19. Jahrhundert erlangte der Begriff „Orient“ schließlich ein enormes Bedeutungsspektrum. So bezeichnete der Begriff zu dieser Zeit ganz Asien, das heißt die arabischen Länder, sowie Iran, Indien, China und Japan. Darüber hinaus wurden auch die Länder Südosteuropas und des Balkans, die zu dieser Zeit zum Osmanischen Reich gehörten, zum Orient gezählt. Neben diesen aus mittel- bzw. westeuropäischer Perspektive östlich liegenden Gebieten umfasste der Begriff „Orient“ auch aus dieser Perspektive eigentlich südlich liegende Gebiete. So wurde im 19. Jahrhundert fast durchweg auch der ganze afrikanische Kontinent zum Orient gerechnet. Darüber hinaus galten teilweise sogar Spanien, Süditalien, Kreta und Zypern als orientalisch.
Der heutige Sprachgebrauch im deutschsprachigen Raum tendiert dazu, den Begriff auf die überwiegend islamischen Regionen Vorderasien und Nordafrika – einschließlich Iran und Afghanistan, aber ohne die islamischen Staaten Süd- und Südostasiens – zu beziehen (vgl. MENA-Region, Großraum Mittlerer Osten). Bei geopolitischen Betrachtungen werden die islamischen Länder zwischen Marokko und Afghanistan häufig als Vorderer und Mittlerer Orient zusammengefasst. Teilweise wird das Studiengebiet um Länder des südlichen Zentralasien erweitert.

## „Orient“ in anderen Sprachen
Im Englischen wird der Begriff Orient auch heute noch auf die südasiatischen Länder Indien und Pakistan, ostasiatische Länder wie China und Japan sowie auf die südostasiatischen Länder Indonesien, Thailand und die Philippinen angewandt. Dementsprechend definieren sich diese Länder selbst gelegentlich ebenfalls als oriental, wie am Shanghaier Fernsehturm, dem Oriental Pearl Tower, zu sehen ist.

## Kultureller Aspekt
Orient hat neben dem geografisch-politischen auch einen religiös-kulturellen Aspekt. Der als Orient bezeichnete Raum umfasst heute die islamischen Länder des Nahen Ostens einschließlich Nordafrikas, deshalb wurden „Orient und Islam […] oft zusammengedacht“.
Die orientalische Welt inspirierte viele Dichter und Schriftsteller, siehe Goethes West-östlicher Divan, Hesses Roman Morgenlandfahrt, Hauffs Die Geschichte von dem kleinen Muck und Karl Mays sogenannter Orientzyklus. Sie lieferten vielen Generationen Stereotype über den Orient. Der genannten Literatur liegt eine romantische Verklärung des Orients zugrunde, wie sie erst nach 1683 entstehen konnte, als mit dem Rückzug der osmanischen Truppen am Ende der Zweiten Wiener Türkenbelagerung für Europa die Gefahr einer Eroberung durch den Osten geringer eingeschätzt wurde. Der Orient von Ägypten bis China wurde im 18. und 19. Jahrhundert zu einer Traumwelt, die in der Malerei der Orientalisten phantasievoll abgebildet wurde. Kuppeln und Rundbögen von osmanischen und maurischen Sakral- und Palastbauten fanden sich in gänzlich anderem Sinnzusammenhang in der orientalisierenden Architektur europäischer Großstädte wieder.
Innerhalb eines im 19. und 20. Jahrhundert geführten Diskurses, verstand man unter „Orient“ bzw. „Osten“ auch ein als spirituell charakterisiertes Indien in Abgrenzung gegenüber einem als materialistisch empfundenen „Westen“.
Ein einzelnes Merkmal, das zur Bestimmung und Abgrenzung der unterschiedlichen Konzepte von Orient taugt, lässt sich nicht finden. Stattdessen werden Ähnlichkeiten und Beziehungslinien innerhalb der zum Orient gezählten Phänomene erkennbar, die Andrea Polaschegg mit Ludwig Wittgensteins Theorie der Familienähnlichkeit beschreibt. Der Begriff Orient umfasst demnach ein lose zusammenhängendes Konstrukt mit verschwimmenden Grenzen.
Seit den 1970er Jahren hat das Konzept einer Trennung von Orient und Okzident heftige Kritik erfahren (Orientalismusdebatte). Ausgehend von den bis heute einflussreichen Thesen Edward Saids wurde konstatiert, das westliche Bild des Orients sei voller unbewusster Vorurteile und Verzerrungen, die der Realität nicht gerecht würden. Das Konzept von Abendland und Morgenland sei weniger alt als behauptet, vielmehr sei es erst im 18. Jahrhundert entstanden. In seinem fast zeitgleich mit Saids Buch erschienenen Werk Structure du sérail (1979, engl. The Sultan’s Court) untersucht Alain Grosrichard die Vorstellungen von orientalischer Despotie, die sich französische Philosophen des 18. Jahrhunderts gemacht haben, und zeigt auf, dass diese als Folie dienen, um die eigenen, westlichen politischen Systeme zu konturieren. Slavoj Žižek nannte das Buch einen „Klassiker der Theorie der Ideologie“, es leiste in der Tiefe, was Saids Orientalismus in der Breite gelungen sei.